# Томмі Фінні
Томмі Фінні (англ. Tommy Finney, нар. 6 листопада 1952, Белфаст) — північноірландський футболіст, що грав на позиції півзахисника.
Виступав, зокрема, за «Кембридж Юнайтед», а також національну збірну Північної Ірландії, з якою був учасником чемпіонату світу.

## Клубна кар'єра
У дорослому футболі дебютував 1971 року виступами за команду «Крузейдерс» з рідного міста Белфаст, в якій провів два сезони і 1973 року виграв чемпіонат Північної Ірландії.
Згодом з 1973 по 1976 рік грав у складі команд Другого дивізіону Англії «Лутон Таун» та «Сандерленд», але основним гравцем не був. В результаті 1976 року Фінні приєднався до клубу Четвертого дивізіону «Кембридж Юнайтед». У 1977 році він вийшов з клубом до Третього дивізіону, а в 1978 році — до Другого, відігравши там за команду з Кембриджа ще п'ять з половиною сезонів своєї ігрової кар'єри як основний гравець.
Протягом 1984 року захищав кольори клубу Третього дивізіону «Брентфорд», після чого повернувся до «Кембридж Юнайтед» і захищав його кольори до припинення виступів на професійному рівні у 1986 році.

## Виступи за збірну
4 вересня 1974 року дебютував в офіційних матчах у складі національної збірної Північної Ірландії в грі кваліфікації до Євро-1976 проти Норвегії (1:2),  забивши свій перший гол.
У складі збірної був учасником чемпіонату світу 1982 року в Іспанії, але на поле не виходив.
Загалом протягом кар'єри у національній команді, яка тривала 7 років, провів у її формі 14 матчів, забивши 2 голи.

## Титули і досягнення
- Чемпіон Північної Ірландії (1):

«Крузейдерс»: 1972/73